# Dežanovac
Dežanovac je općina u Hrvatskoj.

## Zemljopis
Dežanovac se nalazi 15 km jugoistočno od Daruvara, 16 km istočno od Garešnice te 22 km istočno od Pakraca.

## Stanovništvo
Prema popisu stanovništva iz 2011. godine, općina Dežanovac imala je 2715 stanovnika, raspoređenih u 12 naselja:
- Blagorodovac – 229
- Dežanovac – 888
- Donji Sređani – 183
- Drlež – 17
- Golubinjak – 154
- Gornji Sređani – 265
- Goveđe Polje – 100
- Ivanovo Polje – 233
- Kaštel Dežanovački – 45
- Kreštelovac – 125
- Sokolovac – 222
- Trojeglava – 254

### Nacionalni sastav, 2001.
- Hrvati – 1824 (54,37)
- Česi – 788 (23,49)
- Srbi – 461 (13,74)
- Mađari – 155 (4,62)
- Romi – 11 (0,33)
- Talijani – 9 (0,27)
- Bošnjaci – 7 (0,21)
- Nijemci – 5 (0,15)
- Slovaci – 3
- Slovenci – 1
- ostali – 2
- neopredijeljeni – 86 (2,56)
- nepoznato – 3

### Dežanovac (naseljeno mjesto)
- 2001. – 1053
- 1991. – 1003 (Hrvati – 489, Jugoslaveni – 59, Srbi – 52, ostali – 403)
- 1981. – 1010 (Hrvati – 412, Jugoslaveni – 166, Srbi – 23, ostali – 409)
- 1971. – 1198 (Hrvati – 537, Jugoslaveni – 19, Srbi – 9, ostali – 633)

## Uprava
U Dežanovcu trenutno je na vlasti HDZ – Josip Stjepanović kao načelnik općine.

## Poznate osobe
- Ilija Sivonjić – nogometaš Dinama
- Vlado Antolić – arhitekt
- Željko Cindrić - košarkaš, košarkaški sudac, košarkaški rukovoditelj
- Dragica Gucunski - ekolog
- Vladimir Marić - sveučilišni profesor, biotehnolog

## Spomenici i znamenitosti
- Crkva sv. Bartola apostola u Dežanovcu

## Šport
U općini djeluju tri nogometna kluba:
- NK Dinamo Dežanovac, koji igra u 2. ŽNL
- NK Sokol Sokolovac
- NK Mlinar Donji Sređani, koji nastupaju u 3. ŽNL – Jug